# الكويت في الألعاب البارالمبية الصيفية 1996
شاركت الكويت في دورة الألعاب البارالمبية الصيفية لسنة 1996 في أتلانتا، الولايات المتحدة (الممتدة من 16 إلى 25 أغسطس 1996)، حيث مثلها 17 رياضيا حققوا 3 ميداليات منها ميدالية ذهبية. حلت الكويت نتيجة ذلك في المركز السابع و الأربعين (47).

## جدول الميداليات[4][5][6]
| ميدالِية | الاسم        | الجنس | الرياضة     | الحدث     |
| ------- | ------------ | ----- | ----------- | --------- |
| ذهبية   | فهد المطيري  | ذكر   | ألعاب القوى | رمي الرمح |
| فضية    | علي محمد     | ذكر   | ألعاب القوى | رمي الرمح |
| برونزية | نشعل العتيبي | ذكر   | ألعاب القوى | رمي الرمح |

## وصلات خارجية
• نتائج الألعاب البارالمبية، أتلانتا 1996.